# Sebastian Rompa
Sebastian Rompa (ur. 19 marca 2001) – polski koszykarz występujący na pozycji środkowego, obecnie zawodnik Qemetica Noteć Inowrocław.
5 stycznia 2021 został wypożyczony do I-ligowego Śląska II Wrocław. 14 lipca 2021 trafił w ramach wypożyczenia do Miasta Szkła Krosno.
18 listopada 2022 został wypożyczony do Żaka Koszalin.
W sezonie 2024/25 reprezentant Noteci Inowrocław.

## Osiągnięcia
Stan na 28 grudnia 2022, na podstawie, o ile nie zaznaczono inaczej.

### Drużynowe
Młodzieżowe
- Wicemistrz Polski:
  - juniorów starszych (2020)
  - juniorów (2019)
- Brązowy medalista mistrzostw Polski kadetów (2017)

### Reprezentacja
Młodzieżowa
- Wicemistrz Europy U–18 dywizji B (2019)